# Torbjørn Glomnes
Torbjørn Glomnes (Skavøypoll, 28 febbraio 1953) è un allenatore di calcio ed ex calciatore norvegese.

## Carriera
Glomnes ha giocato nelle giovanili del Tornado, per poi passare al Sandane. È stato successivamente in forza all'Andenes, prima di fare ritorno al Tornado per restarci fino al termine della carriera.
Nel 1985 è diventato allenatore di questo stesso club, ricoprendo l'incarico fino al 1996. Dal 1997 al 1998 ha guidato il Lyngdal. Nel 2000 è diventato tecnico del Sogndal, che ha condotto in Eliteserien al termine di quello stesso campionato. Nelle due annate successive, ha portato il Sogndal ad altrettante salvezze.
Il 28 ottobre 2002 è stato confermato che Glomnes non avrebbe guidato il Sogndal nel campionato seguente, rimanendo comunque in società.
Il 1º giugno 2010, Glomnes è entrato in società al Førde. Il 17 ottobre 2014 ne è diventato allenatore. Ha ricoperto l'incarico fino al 29 giugno 2015.